# Le Violoniste
Le Violoniste est un tableau réalisé par le peintre russe Marc Chagall en 1912. Cette huile sur toile est le portrait d'un violoniste géant devant Vitebsk enneigée. Elle est conservée au Stedelijk Museum Amsterdam, à Amsterdam.